# Одинарна проїзна частина

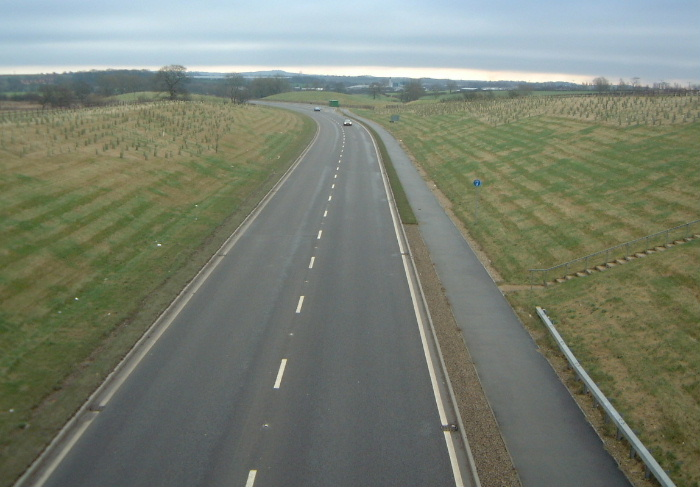
A511 у графстві Лестершир, Англія: типова магістральна дорога з однією проїжджою частиною з однією смугою для руху в кожному напрямку (і в цьому випадку двостороння пішохідна та велосипедна доріжка поруч)

Одинарна проїзна частина (британська англійська) або нерозділене шосе (американська англійська) — дорога з однією, двома або кількома смугами, розташованими в межах однієї проїзної частини без центральної резервної/середньої смуги для розділення зустрічних потоків руху. Одноколійна дорога має одну смугу з роз'їзними місцями для руху в обох напрямках. Безпека дорожнього руху загалом гірша на високошвидкісних дорогах з однією дорогою, ніж на дорогах із подвійною дорогою через відсутність розділення між транспортом, що рухається в протилежних напрямках.

## Країни

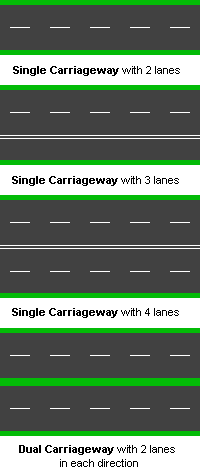
Приклади змін проїжджої частини

### Ірландія
Термін однопроїзна частина використовується для доріг в Республіці Ірландія. Обмеження швидкості на однопроїзних дорогах відрізняються залежно від їх класифікації: загальнодержавні дороги основного та другорядні мають загальне обмеження швидкості 100 км/год (60 миля/год), тоді як на регіональних і місцевих дорогах загальне обмеження швидкості становить 80 км/год (50 миля/год). У містах загальне обмеження швидкості становить 50 км/год (30 миля/год).

### Велика Британія
Максимальне обмеження швидкості у Великій Британії для доріг з однією проїзною частиною нижче, ніж максимальне обмеження швидкості для доріг з двома проїжджими частинами. Національне обмеження швидкості, яке є нижчим для населених пунктів, застосовується лише в місцях, де нижче числове обмеження швидкості не діє. У Великій Британії є одна головна автомагістраль з однією проїзною дорогою, A38(M), але низка сполучних доріг на розв’язках є однопроїзною.

### Сполучені Штати
В американській англійській мові немає еквівалентного терміна. Автомагістраль з одинарною проїзною частиною у США називатиметься «нерозділеною магістраллю»; це, ймовірно, означає багатосмугову дорогу лише з смугами (фарбою) (але без середньої лінії) між двома напрямками транспортного потоку. Дорогу з двома смугами руху в протилежних напрямках можна назвати двосмуговою.
Відповідно до Керівництва Міністерства транспорту США про уніфіковані пристрої контролю дорожнього руху (MUTCD), з початку 1970-х років усі пронумеровані автомагістралі в США позначено кольором, щоб показати напрямок руху. Дороги з двостороннім рухом мають жовту центральну лінію (і, якщо є базові смуги, вони суцільно білі з обох боків). Ця центральна лінія може бути суцільною, переривчастою або комбінацією обох, із різними стилями, що вказує на те, чи дозволено об’їзд (що вимагає, щоб водій рухався на смугу руху зустрічного транспорту) у певному місці.
На багатосмугових дорогах використовуються розривні білі лінії між смугами руху в одному напрямку; принаймні одна суцільна жовта лінія лежить ліворуч від смуги, яка обмежує рух транспорту, що рухається в протилежному напрямку, а права бічна лінія суцільно біла. Водії завжди можуть визначити напрямок транспортного потоку, подивившись на забарвлення смуг.

## Нероздільні магістралі з центральними поворотними смугами
Після успішних експериментів наприкінці 1960-х років деякі міські нерозділені шосе в США мали центральну смугу лівого повороту, яка використовується в обох напрямках потоку. По суті, ця конфігурація ставить смугу повороту в положення, де була б середня лінія, якби дорогу розділили.
Ці дороги майже завжди мають непарну загальну кількість смуг, зазвичай п’ять (по дві смуги в кожному напрямку з центральною смугою для повороту), але три- та семисмугові версії не є рідкістю. Центральні поворотні смуги найчастіше будуються в приміських комерційних районах, де є велика кількість тісно розташованих проїздів (або другорядних вулиць).

## Дивись також
- Проїзна частина
- Подвійна проїжджа частина

## Примітка
1. ↑  Single carriageway roads seven times more dangerous than motorways.